# Ingeborg-Bachmann-Preis 1989
Der Ingeborg-Bachmann-Preis 1989 war der 13. Wettbewerb um den Literaturpreis. Die Veranstaltung fand im Klagenfurter ORF-Theater des Landesstudios Kärnten statt.
Zum ersten Mal wurde das gesamte Wettlesen mitsamt allen Diskussionen live im Fernsehen übertragen, was zu einem beherrschenden Thema in der Berichterstattung wurde. Ulrich Weinzierl sprach in der F.A.Z. von einem „Gruppenausflug in die mediale Zukunft, mehr nicht“. Die von ihm beobachtete Unterwerfung der Teilnehmer unter „gnadenlose Terminpläne“ und ihre letztliche Verarbeitung zu „Medienfutter“ sollte jedoch kein Ausflug bleiben, sondern zum Dauerzustand werden. Die akkreditierten Journalisten vergaben in diesem Jahr zum ersten Mal den 3sat-Preis des übertragenden Senders.
Der neue Landeshauptmann von Kärnten, Jörg Haider (FPÖ), ließ es sich nicht nehmen, die Veranstaltung zu besuchen; seinen Auftritt quittierten die Anwesenden jedoch mit „tosender Stille“.

## Autoren
- Martin Ahrends
- Christoph Geiser
- Norbert Gstrein
- Eberhard Häfner
- Kerstin Hensel
- Thomas Hettche
- Wolfgang Hilbig
- Gabi Kachold
- Angelika Klüssendorf
- Peter Kurzeck
- Franz Meisl
- Klaus Merz
- Rolf Niederhauser
- Sabine Peters
- Gernot Ragger
- Hansjörg Schertenleib
- Bernd Schirmer
- Alois Schöpf
- Split
- Bruno Steiger
- Natascha Wodin

## Juroren
- Karl Corino
- Peter Demetz
- Volker Hage
- Andreas Isenschmid
- Hellmuth Karasek
- Werner Krause
- Werner Liersch
- Gisela Lindemann
- Peter von Matt
- Helga Schubert
- Heinz Schwarzinger

## Preisträger
- Ingeborg-Bachmann-Preis (dotiert mit 150.000 ÖS): Wolfgang Hilbig für Eine Übertragung
- Preis des Landes Kärnten (dotiert mit 75.000 ÖS): Norbert Gstrein für Dschungel. Ein Prolog
- Ernst-Willner-Preis (60.000 ÖS): Sabine Peters für drei fragen
- Stipendium der Kärntner Industrie (dotiert mit 30.000 ÖS): Thomas Hettche für Ludwig muß sterben
- Stipendium der Verlage (dotiert mit 30.000 ÖS): Bernd Schirmer für Cahlenberg (Romanauszug)
- 3sat-Auszeichnung (5.000 DM): Eberhard Häfner für Roter Cox